# Stairs patrijsduif
Stairs patrijsduif (Pampusana stairi) is een vogel uit de familie van de duiven van het geslacht Alopecoenas. De vogel is genoemd naar de Engelse missionaris John Bettridge Stair (1815-1898).

## Verspreiding en leefgebied
Deze soort is endemisch op Polynesië.

## Status
De grootte van de populatie wordt geschat op 2500-10.000 volwassen vogels. Op de Rode lijst van de IUCN heeft deze soort de status kwetsbaar.